# Симеон (Амариллиос)
Митрополит Симеон (греч. Μητροπολίτης Συμεὼν, в миру Симеон Амариллиос, греч. Συμεὼν Ἀμαρύλλιος; 28 марта 1920, Принцевы острова, Османская империя — 18 октября 2003, Турция) — епископ Константинопольской православной церкви, митрополит Никомидийский (2002—2003).

## Биография
Родился 28 марта 1920 года на острове Принкипио, близ Константинополя, в Османской империи в семье Иакова и Екатерины Амариллиос. Учился в Зографской гимназии.
В 1940 году окончил Халкинскую богословскую школу, написав диссертацию «Τὸ Δυνατὸν τοῦ θαύματος καὶ αἱ κατ᾽ αὐτοῦ Ἐνστάσεις τῶν Νεωτέρων» (Возможность чуда и против него возражения современников). 3 ноября 1941 года в Троицком соборе митрополитом Филадельфийским Емилианом (Пападимитриу) был рукоположён в сан диакона и служил архидиаконом в Принкипонисской митрополии.
С сентября 1949 по 1951 годы работал при патриархии в должности младшего секретаря и заведующего патриаршей типографией, а в январе 1951 года назначен заместителем генерального секретаря Священного Синода Константинопольской православной церкви. 10 декабря 1957 года назначен генеральным секретарём Священного Синода. Параллельно преподавал в Великой школе нации.
22 декабря 1957 года был рукоположён во пресвитера.
21 апреля 1964 года избран и 26 апреля на Вербное воскресение в Георгиевском патриаршем соборе рукоположён в сан епископа. Возведён в достоинство митрополита Иринопольского.
С 5 ноября 1985 года назначен временно управляющим митрополией Принцевых островов, а 9 июня 1987 года назначен управляющим митрополией.
9 июля 2002 года назначен митрополитом Никомидийским.
Скончался 18 октября 2003 года.